# Ribbvalv

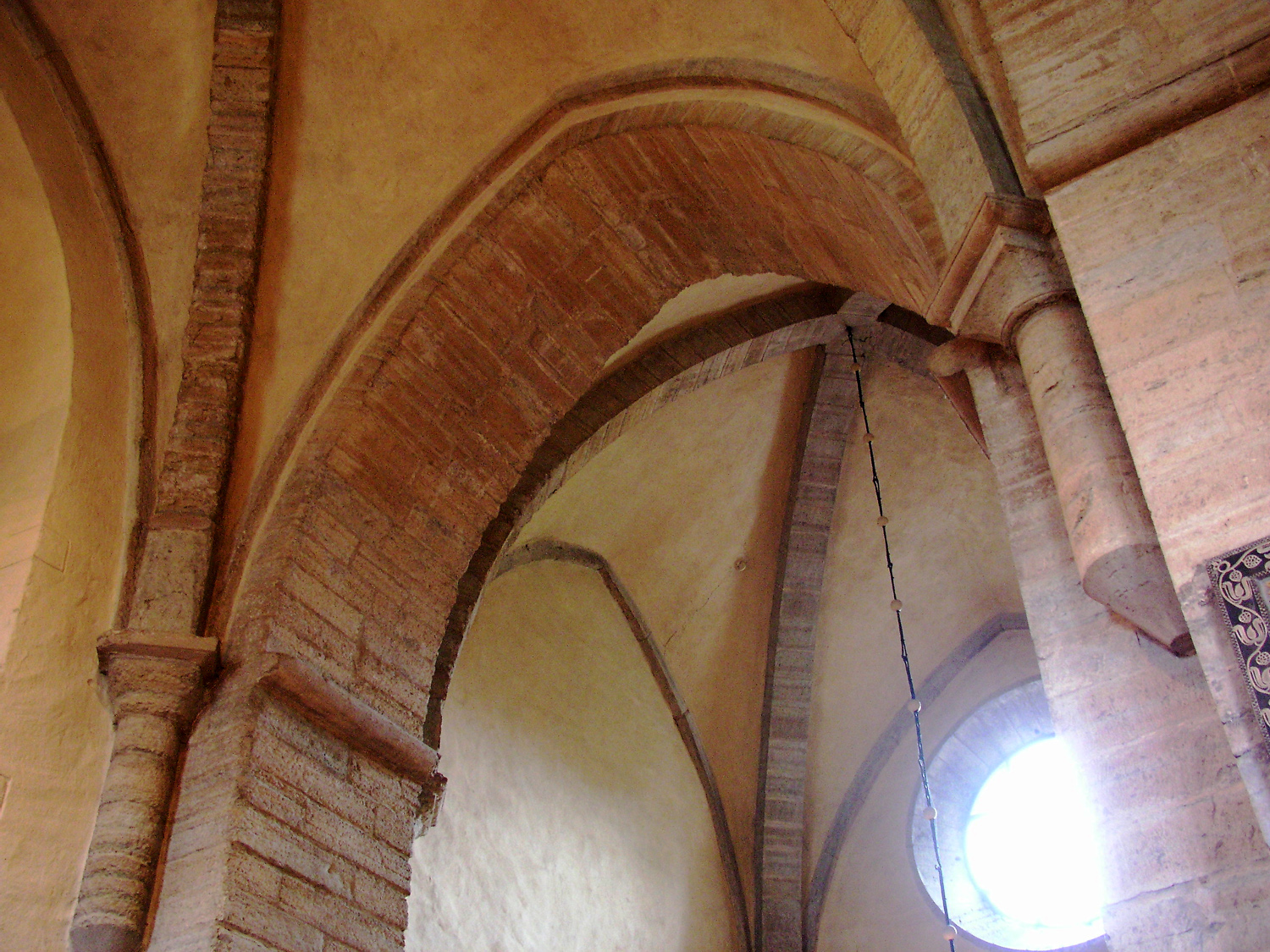
Valvribbor i Vreta klosters kyrka.

Ett ribbvalv är ett valv som har ett skelett av bågformiga diagonala ribbor, mellan vilka valvkapporna är murade i ljusare nyanser.
Valvribba, även ribba, är en murad förstärkning av gratbågar i ett valv, det vill säga där valvkapporna skär varandra.
Ribban kan vara rikt profilerad, och har till uppgift att avleda krafterna från valvet till stöden. I den gotiska arkitekturen anses ribborna ha huvudansvaret för att bära valvet men med tiden tar den dekorativa funktionen över.